# Angry Dad: The Movie
«Angry Dad: The Movie» (с англ. — «Папа Зол в кино») — четырнадцатый эпизод 22-го сезона «Симпсонов».

## Сюжет
Барт скучает дома в субботу. Он берёт веревку, одним концом привязывает к потолочному вентилятору, протягивает её по всему дому и саду, а другой конец привязывает к себе, встает на скейтборд и включает вентилятор. В результате Барт проезжает по дому, оставив беспорядок. Гомер разозлён, но в дверь раздается звонок и Барту предлагают сделать фильм по его комиксам «Папа Зол». Озвучивать главного героя берется сам Гомер. Фильм терпит неудачу и Лиза предлагает сделать из него короткометражку, вырезав все плохие моменты. Короткометражка имеет оглушительный успех и Барт получает всевозможные награды от «Золотого Глобуса» и «Выбора детей» до «Оскара».
Однако Гомер забирает себе всю славу, буквально выпихивая Барта из всеобщего внимания. В результате на вручение Оскара Барт приходит один, а Гомера отправляет гулять по Лос-Анджелесу, не сказав про церемонию. Гомер всё равно про неё узнаёт, появляется в момент вручения статуэтки и Барт приглашает его на сцену (оказалось, Гомер после предыдущей награды окончательно выжимал из Барта всё внимание публики, и теперь Барт больше не сможет участвовать в наградах без Гомера).
Оскаром Барт решает поделиться со всеми, кто участвовал в создании фильма, отпиливая им по кусочку, надеясь получить потом замену статуэтке, но Гомер говорит, что они по пять баксов на EBay.

## Культурные отсылки
- Эпизод является продолжением 18 эпизода 13 сезона сериала «I Am Furious (Yellow)», в котором Барт придумал комикс про своего отца, по мотивам которого был создан мультсериал в Интернете.
- В эпизоде упоминаются анимационная компания «Pixar» (как «Mixar»).
- Также присутствует множество пародий на известные мультфильмы, в том числе «ВАЛЛ-И», «Уоллес и Громит», «Король Лев», «История игрушек» и др.
- Монастырь «Мяо-Линь» в Шоу Щекотки и Царапки — отсылка к монастырю Шао-Линь.
- В короткометражке «Весна Саакашвили» аллюзия на войну в Грузии, и там же показан ИС-3.